# Deus ti salvet Maria
Deus ti salvet Maria (en français : Dieu te protège Marie), connu comme l'Ave Maria sarde, est une chanson traditionnelle de Sardaigne écrite au XVIIIe siècle par le poète Bonaventura Licheri (Neoneli, 1667-1733).
Les paroles ont été composées (ou traduites) vers 1725 ; la transcription la plus ancienne est celle de Maurizio Carrus, qui l'avait insérée en appendice du Rosaire de San Vero Milis en 1731. La Laude est chantée sous la forme de gosos, un chant dévotionnel répandu en Sardaigne.
En 1974, la chanteuse sarde Maria Carta l'a présentée au grand public de l'émission de télévision Canzonissima et, en 1987, accompagné à l'orgue, elle l'avait chantée à la cathédrale Saint-Patrick de New York.

## Interprètes
- Maria Teresa Cau
- Maria Carta
- Anna Loddo
- Coro di Nuoro
- Andrea Parodi avec Tazenda
- Mark Harris (en) avec Fabrizio De André
- Savína Yannátou, arr. Haris Lambrakis
- Savina Yannatou with Elena Ledda
- Gianni Maroccolo avec Ginevra Di Marco[2]
- Antonella Ruggiero
- Clara Murtas, arr. Ennio Morricone